# Condado de Tatra
Condado de Tatra (polaco: powiat tatrzański) é um powiat (condado) da Polónia, na voivodia da Pequena Polónia. A sede do condado é a cidade de Zakopane. Estende-se por uma área de 471,62 km², com 65 362 habitantes, segundo o censo de 2005, com uma densidade de 138,59 hab/km².

## Divisões admistrativas
O condado possui:
Comunas urbanas: Zakopane
Comunas rurais: Biały Dunajec, Bukowina Tatrzańska, Kościelisko, Poronin
Cidades: Zakopane

## Demografia
População (dados de 30 de Junho de 2005):
|          | Total   | Total | Mulheres | Mulheres | Homens  | Homens |
| -------- | ------- | ----- | -------- | -------- | ------- | ------ |
|          | pessoas | %     | pessoas  | %        | pessoas | %      |
| Total    | 65 362  | 100   | 34 100   | 52,2     | 31 262  | 47,8   |
| Cidades  | 27 647  | 100   | 15 005   | 54,3     | 12 642  | 45,7   |
| Povoados | 37 715  | 100   | 19 095   | 50,6     | 18 620  | 49,4   |